# Oxacis minuta
Oxacis minuta är en skalbaggsart som beskrevs av Champion 1890. Oxacis minuta ingår i släktet Oxacis och familjen blombaggar. Inga underarter finns listade i Catalogue of Life.